# یوهانس بشر
یوهانس روبرت بشر (آلمانی: Johannes R. Becher؛ زاده ۲۲ مهٔ ۱۸۹۱ درگذشته ۱۱ اکتبر ۱۹۵۸) یک شاعر، نویسنده و سیاست‌مدار کمونیست اهل آلمان بود.
او شاعر سرود جمهوری دموکراتیک آلمان نیز بود. بشر در آلمان شرقی به عنوان اولین وزیر فرهنگ کشور از زمان تشکیل جمهوری دموکراتیک آلمان  تا ۱۹۵۶ خدمت کرد‌.